# Álhajnalbogár-félék
Az álhajnalbogár-félék (Omalisidae) a rovarok (Insecta) osztályában a bogarak (Coleoptera) rendjébe, azon belül a mindenevő bogarak (Polyphaga) alrendjébe tartozó család. Palearktikus elterjedésű bogárcsalád 3 nembe tartozó 8-10 fajjal, Magyarországon 1 faj található meg.

## Elterjedésük
Összes fajuk dél-európai elterjedésű, egyedül a közönséges álhajnalbogár fordul elő a Balkán-félszigeten, az Alpokban és Magyarországon.

## Megjelenésük, felépítésük
Kis vagy közepes méretű bogarak (2–11 mm). Testük nyújtott, lapított, szélei párhuzamosak. Fejük előre álló, szemeik erősen kidudorodóak. Fonalas csápjuk 11 ízű. Előtoruk harántos, élesen szegélyezett. Lábaik egyformák, lábfejük 5-ízű. Potrohuk 6-7 látható szelvényből áll, világítószervük nincs.

## Életmódjuk, élőhelyük
Domb- és hegyvidékek erdeiben fordulnak elő. A hímekkel virágzó bokrokon, vizenyős réteken találkozhatunk, éjjel lámpára is repül. A nőstény rejtett életet él.
Lárvájuk korhadó növényi anyagok közt fejlődik.

## Rendszertani felosztásuk
- Omalisus (Geoffroy, 1762)

Omalisus fontisbellaquaei (Geoffroy, 1785)
Omalisus minutus (Pic, 1938)
Omalisus nicaeensis (Lesne, 1921)
Omalisus sanguinipennis (Laporte de Castelnau, 1840)
Omalisus taurinensis (Buadi, 1871)
Omalisus victoris (Mulsant, 1852)
- Phaeopterus (Costa, 1857)

Phaeopterus flavangulus (Späth, 1898)
Phaeopterus graecus (Pic, 1901)
Phaeopterus nigricornis (Reitter, 1881)
Phaeopterus unicolor (Costa, 1857)
- Thilmanus (Baudi, 1872)

Thilmanus longipennis (Pic, 1912)
Thilmanus obscurus (Baudi, 1872)
Jelen rendszertanok az Elateroidea-n belül a lágybogárfélék rokonságában helyezik el.
Régebbi rendszerek a Diversicornia (különböző csápú bogarak) had Malacodermata (lágytestű bogarak) családsorozatában tárgyalták, a hajnalbogárfélék családján belül. Egyes rendszertanok a Thilmanus nemet a hajnalbogárfélékhez sorolják.

## Magyarországon előforduló fajok
- Közönséges álhajnalbogár (Omalisus fontisbellaquaei) (Fourcroy, 1785)